# Платонов, Анатолий Петрович
Анатолий Петрович Платонов — советский хозяйственный, государственный и политический деятель.

## Биография
Родился в 1927 году на хуторе Меловский. Член КПСС.
С 1942 года — на хозяйственной, общественной и политической работе. В 1942—2005 гг. — стрелочник на станции Арчеда Волгоградского отделения, инженерный и руководящий работник на Приволжской железной дороге, начальник Волгоградского отделения Приволжской железной дороги, первый заместитель начальника Главного управления движения МПС СССР, начальник Азербайджанской железной дороги, основатель и генеральный директор ЗАО «Транспортинг-ПД».
Избирался депутатом Верховного Совета Азербайджанской ССР 11-го созыва. Делегат XXVII съезда КПСС.
Умер в Москве в 2015 году.